# 瓜尔瓦
瓜尔瓦，是西班牙加泰罗尼亚巴塞罗那省的一个市镇。总面积23平方公里，总人口1394人（2013年），人口密度59.8人/平方公里。